# MTV 90s
MTV 90s é um canal de televisão por assinatura operado pela Paramount Networks EMEAA que apresenta videoclipes da década de 1990. Substituiu a MTV Rocks em 5 de outubro de 2020. O canal está disponível na Europa, Oriente Médio, Norte da África e no Sudeste Asiático (exceto na Malásia).

## História

### Antes do lançamento
Em 30 de novembro de 2004, a VH1 Classic Europe apresentou um programa com vídeos musicais dos 90 chamado Smells Like The 90s. Em dezembro de 2005, a VH1 Classic Europe apresentou programas temáticos com videoclipes dos anos 1990.

### Após o lançamento

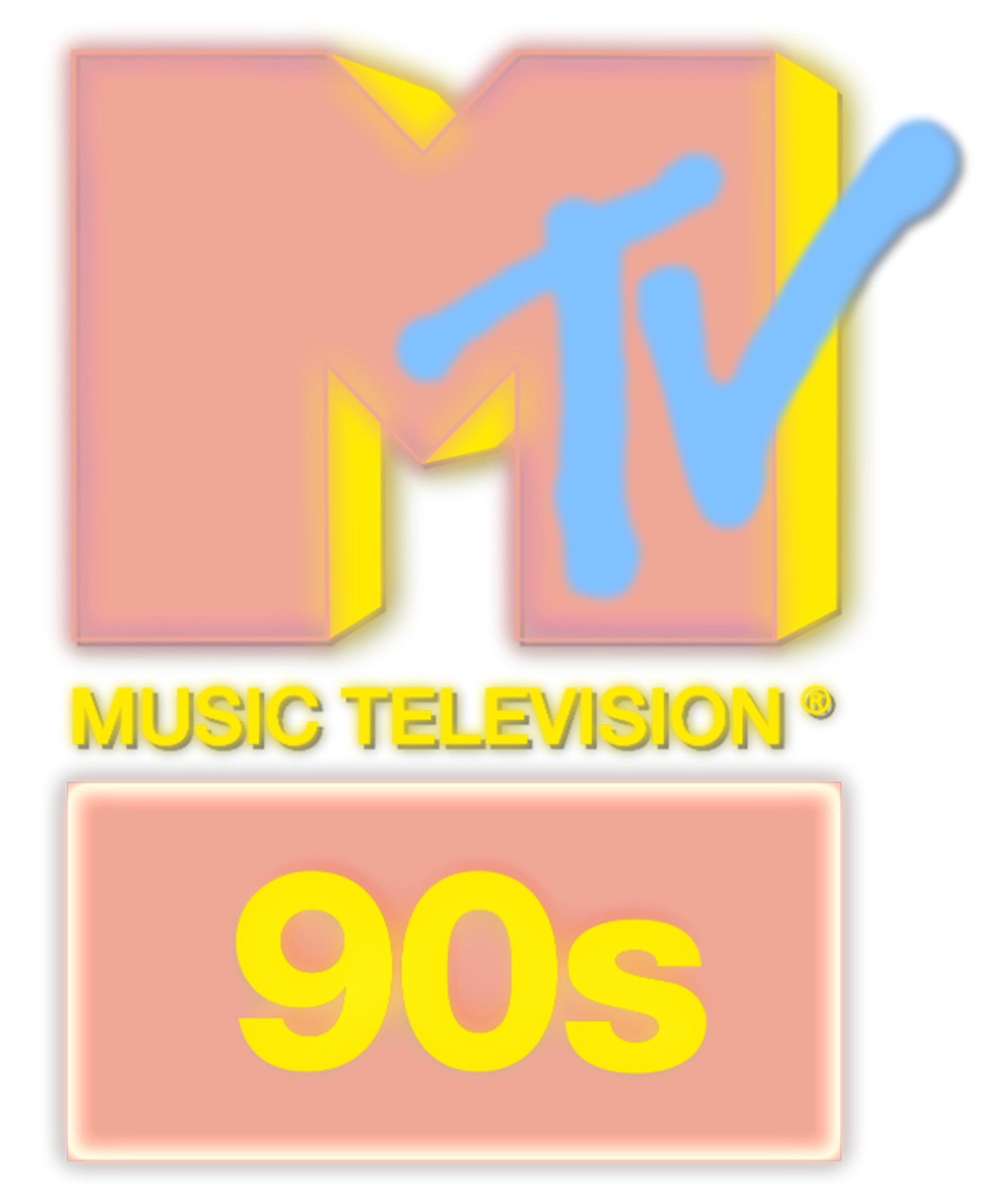
Logo usado até agosto de 2022.

De 27 de maio a 24 de junho de 2016, a MTV 90s foi transmitida em modo de testes na frequência da MTV Classic UK.
Em 5 de outubro de 2020 substituiu a MTV Rocks Europe. O primeiro videoclipe a ser transmitido no MTV 90s foi "I Will Always Love You" de Whitney Houston às 5:00 CET. Substituiu a MTV Music 24 na Holanda em 26 de maio de 2021. Em 1 de março de 2021, expandiu sua área de transmissão para o Oriente Médio e Norte da África por meio da rede beIN.
Em 1 de setembro de 2022, o canal foi lançado na região sudeste da Ásia como parte da reestrutura da Paramount Networks EMEAA, substituindo a MTV Asia (com exceção da Malásia, cuja MTV Live foi aberta em substituição da MTV Asia). Com o lançamento, o visual do canal foi alterado com a logo e pacote gráfico usados na versão local da MTV 90s do Reino Unido e Irlanda.

## Canais regionais

### Reino Unido e Irlanda
No dia 31 de março de 2022, a versão local do MTV 90s foi lançado no Reino Unido e Irlanda substituindo o MTV Base permanentemente como parte da reestrutura do Paramount Networks UK & Australia.

## Formato
Desde seu lançamento, a MTV 90s tem transmitindo playlists temáticas sem anúncios ou publicidade comercial.

## Programação
- Ultimate 90s Playlist
- Mmm Bop! Perfect 90s Pop
- Saved by The 90s!
- Girl Power Hour
- Never Forget The 90s!
- This is How We Do 90s Hip Hop + RnB
- Alternative 90s Anthems
- Ain't No Party like a 90s Party!
- 90s Dance Anthems
- MTV 90s Top 50
- 40 MTV 90s
- MTV's Sounds Of (1990-1999)